# Орта (аэропорт)
Международный аэропорт Орта (порт. Aeroporto da Horta) (ИАТА: HOR, ИКАО: LPHP) — аэропорт города Каштелу-Бранку в 9,5 км от центра Орты.

## История
Аэропорт был открыт 24 августа 1971 года тринадцатым президентом Португалии Америку Томашем.
5 июля 1985 года TAP Air Portugal открыла прямые рейсы между Ортой и Лиссабоном: первым самолётом стал Boeing 737 под названием Ponta Delgada.
После реконструкции в августе 2001 года получил статус «Международный аэропорт».

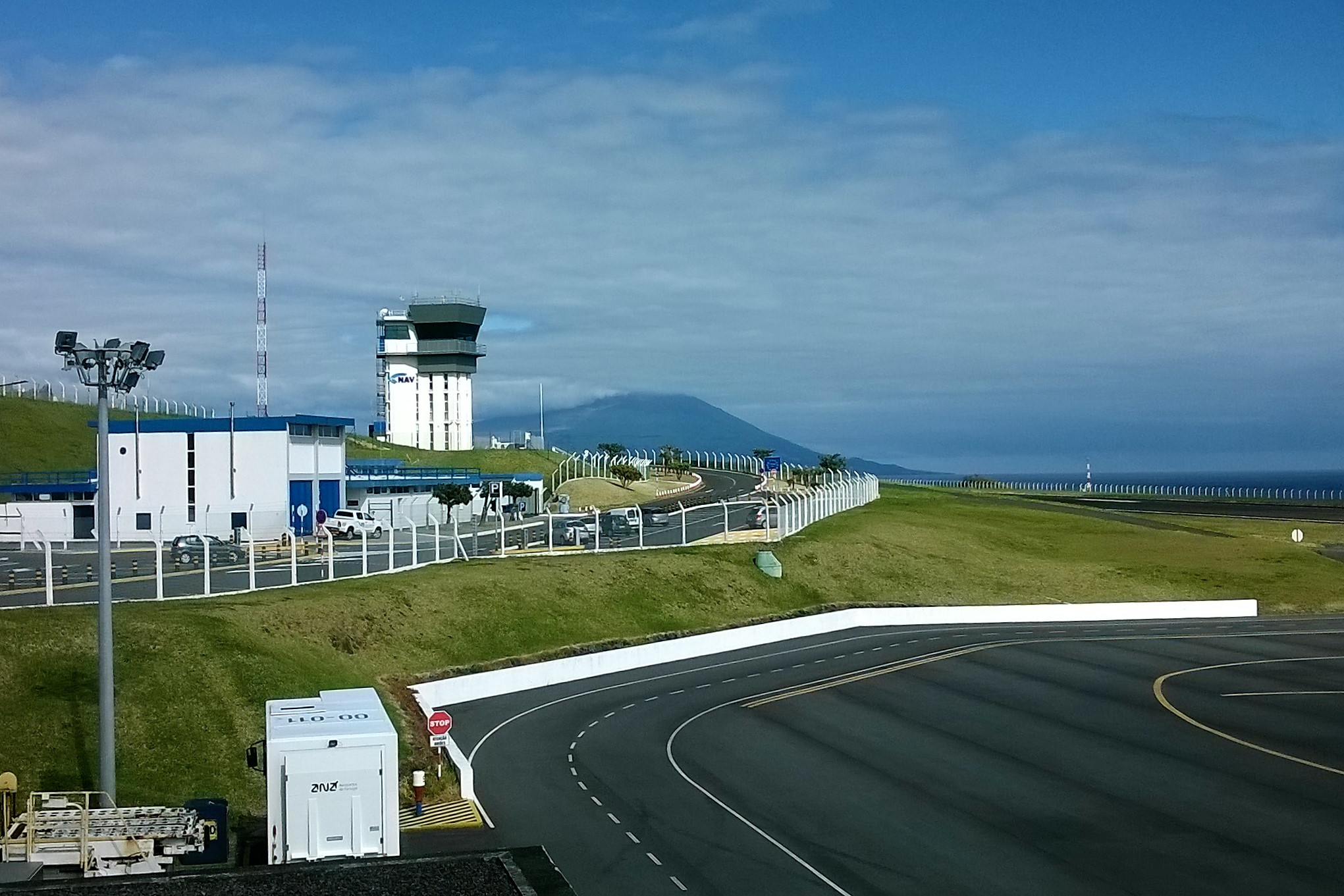
Аэропорт Орта: вид из башни управления

## Статистика
Данные из запроса в Викиданные.